# Serotinie

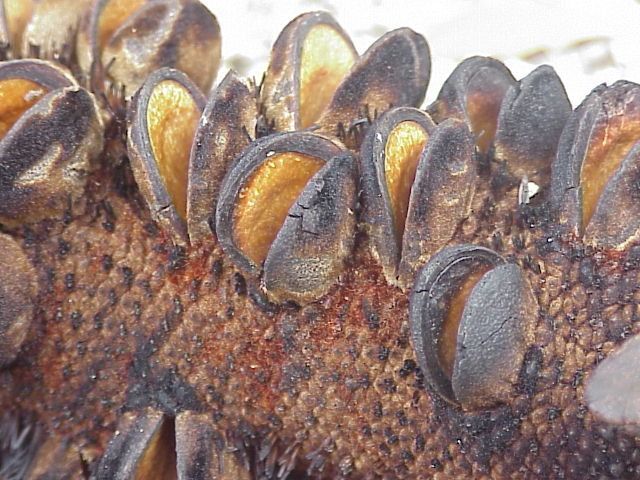
Vuur heeft nauwelijks schade veroorzaakt aan deze Banksia serrata, en integendeel de peulen doen openspringen, waardoor de zaden vrijkomen.

Serotinie is een ecologische aanpassing van sommige zaadplanten, waarbij de zaden vrijkomen in reactie op een stimulus uit de omgeving, in plaats van de spontane verspreiding bij rijping. De meest bekende en bestudeerde stimulus is het vuur van natuurbranden, en met de term wordt dan ook vaak verwezen naar dit verband. De term wordt ook meer algemeen gebruikt voor planten die hun zaad verspreiden over een langere periode, al dan niet spontaan. In dat geval is de term een synoniem van bradysporie.  